# Prince Daye
Arnold Akim Daye Prince (ur. 11 kwietnia 1978 w Monrovii) – liberyjski piłkarz grający na pozycji napastnika. W swojej karierze rozegrał 25 meczów w reprezentacji Liberii, w których strzelił 7 goli.

## Kariera klubowa
Karierę piłkarską Daye rozpoczął w ghańskim klubie Real Republicans. W sezonie 1995/1996 zadebiutował w jego barwach w ghańskiej lidze. Następnie w 1996 roku wrócił do Liberii i przez 2 lata grał w Invincible Eleven z Monrovii. W 1996 roku zdobył z nim Puchar Liberii, a w 1997 roku sięgnął po dublet (mistrzostwo i puchar kraju).
W 1997 roku Daye przeszedł do francuskiego klubu SC Bastia. Zadebiutował w nim 16 sierpnia 1997 roku w zremisowanym 1:1 wyjazdowym spotkaniu z Toulouse FC. W Bastii grał do końca 2002 roku. W klubie z Korsyki rozegrał łącznie 93 ligowe mecze, w których strzelił 13 goli.
Na początku 2003 roku Daye został zawodnikiem tunezyjskiego Club Africain Tunis. Grał w nim przez rok, a w 2004 roku przeszedł do CD Badajoz. Po pół roku gry w Segunda División B odszedł do izraelskiego Maccabi Petach Tikwa, w którym spędził sezon 2004/2005. Następnie przez rok pozostawał bez klubu by w sezonie 2006/2007 grać w katarskim zespole Al-Sailiya. W nim też zakończył swoją karierę.
| Sezon   | Klub                 | Kraj      | Rozgrywki              | Mecze | Bramki |
| ------- | -------------------- | --------- | ---------------------- | ----- | ------ |
| 1995/96 | Real Republicans     | Ghana     | Premier League         | ?     | ?      |
| 1996    | Invincible Eleven    | Liberia   | Premier League         | ?     | ?      |
| 1997    | Invincible Eleven    | Liberia   | Premier League         | ?     | ?      |
| 1997/98 | SC Bastia            | Francja   | Ligue 1                | 27    | 2      |
| 1998/99 | SC Bastia            | Francja   | Ligue 1                | 15    | 1      |
| 1999/00 | SC Bastia            | Francja   | Ligue 1                | 18    | 7      |
| 2000/01 | SC Bastia            | Francja   | Ligue 1                | 11    | 1      |
| 2001/02 | SC Bastia            | Francja   | Ligue 1                | 13    | 1      |
| 2002/03 | SC Bastia            | Francja   | Ligue 1                | 9     | 1      |
| 2002/03 | Club Africain Tunis  | Tunezja   | Championnat de Tunisie | ?     | ?      |
| 2003/04 | Club Africain Tunis  | Tunezja   | Championnat de Tunisie | ?     | ?      |
| 2003/04 | CD Badajoz           | Hiszpania | Segunda División B     | ?     | ?      |
| 2004/05 | Maccabi Petach Tikwa | Izrael    | Ligat ha’Al            | 26    | 4      |
| 2006/07 | Al-Sailiya           | Katar     | Q-League               | ?     | ?      |

## Kariera reprezentacyjna
W reprezentacji Liberii Daye zadebiutował w 1996 roku. W 2002 roku został powołany do kadry na Puchar Narodów Afryki 2002. Wystąpił na nim w 3 spotkaniach: z Mali (1:1), z Algierią (2:2), w którym zdobył gola i z Nigerią (0:1). W kadrze narodowej grał do 2002 roku. Rozegrał w niej łącznie 25 meczów, w których strzelił 5 bramek.